# Dover (Delaware)
Dover – miasto w Stanach Zjednoczonych, stolica stanu Delaware i ośrodek administracyjny hrabstwa Kent.

## Historia
Miasto powstało w 1717 według założeń architekta Williama Penna (z 1683). Prawa miejskie uzyskało w 1829. Ośrodek handlowy. Budowle z XVIII i XIX wieku.

## Gospodarka
W mieście rozwinął się przemysł spożywczy.

## Sport
W mieście znajduje się tor Dover International Speedway, na którym odbywają się zawody NASCAR.

## Urodzeni w Dover
- Madison Brengle – tenisistka